# Rod Rosenstein
Rod J. Rosenstein, född 13 januari 1965 i Philadelphia i Pennsylvania, är en amerikansk jurist. Mellan april 2017 och maj 2019 var han USA:s biträdande justitieminister.
Rod Rosenstein har tidigare arbetat som rådgivare till president Bill Clinton. Åren 2005–2017 var han federal åklagare i Maryland.

## Biografi
Rosenstein avlade kandidatexamen i nationalekonomi vid Wharton School vid University of Pennsylvania) 1986. Han tog examen summa cum laude, vilket innebär att han tillhörde de fem procent bästa i sin avgångsklass. Rosenstein studerade därefter vid Harvard Law School, där han avlade juristexamen 1989. Under sin tid vid Harvard var han även redaktör på tidskriften Harvard Law Review.
Efter studierna arbetade han som notarie. Han började därefter arbeta vid USA:s justitiedepartement. Under president Bill Clinton arbetade han som rådgivare till vice justitieminister Philip B. Heymann. Den 23 maj 2005 nominerades Rosenstein till att bli federal åklagare i Maryland av president George W. Bush. Rosenstein tillträdde ämbetet den 12 juli 2005.
Rosenstein har även undervisat i juridik vid University of Maryland och University of Baltimore.

## USA:s biträdande justitieminister
I januari 2017 nominerades Rosenstein som biträdande justitieminister av president Donald Trump. Nomineringen godkändes i senaten den 25 april 2017 efter att omröstningen slutat 94-6.
I april 2018, har Rosenstein enligt uppgift personligen godkänt FBI-razzian på president Donald Trumps advokat Michael Cohen, där FBI tog e-postmeddelanden, skattedokument och uppgifter. Några av dem var relaterade till Cohens betalning till Stormy Daniels.
Den 21 september 2018, rapporterade The New York Times att Rosenstein föreslog under våren 2017 strax efter uppsägningen av James Comey, att han i hemlighet kunde inspela konversationer mellan sig själv och Trump, och använda dessa inspelningar mot Trump. Han föreslog också att man skulle åberopa det 25:e tillägget till konstitutionen för att försöka ta bort Trump från ämbetet. Rosenstein förnekade det starkt och annan rapportering föreslog att han hade varit sarkastisk i sin hänvisning till att spela in Trump. Rapporten gav upphov till rykten om att han skulle sparkas.
Rosenstein gick till Vita huset den 24 september, där han träffade stabschefen John Kelly; enligt vissa rapporter erbjöd han sin avgång. Efter mötet, utfärdade Vita huset ett uttalande om att Rosenstein fortfarande har sin ställning som biträdande justitieminister och skulle träffas med Trump den 27 september. På grund av pågående utfrågningar av Brett Kavanaugh, uppsköts mötet till nästa vecka. Rosenstein träffades med Trump den 8 oktober; Rosenstein skulle inte sparkas efteråt.
Rosenstein lämnade sin position i maj 2019.